# 咒语
咒语為古代巫師祭拜神鬼的祝詞。

## 定义
咒语起源于古代巫师祭拜神鬼时的祝词。此各话语可以通天地之气，积山河之音。《書經.无逸》说：“厥口诅祝”，疏云：“祝音咒，诅咒为告神明令加殃咎也。”说明最初的咒语就是用语言告诉神明要求惩罚恶人，并向神明发誓。

## 研究与应用

### 大乘佛教对咒语的解释
咒者即是「總持」、「真言」的意思，總持一切真實不虛巨大威神之力。咒語是總持三界之一切精華，真實不虛之言語，故又謂之真言。總持一切真實不虛巨大的威神之力，就是說，它能統領和率決一切威神之力。
另見真言宗。

### 道教对咒语的解释
在道教修炼中，咒语是重要组成部分。道教的咒语，就是起源于古时的巫祝。《说文解字》中载：“祝者咒也”。在黄帝时代祝、咒是不分的，黄帝时设的官职祝由，又叫咒由。
另見祝由十三科。